# 世界の放送方式
世界の放送方式（せかいのほうそうほうしき）
高精細度テレビジョン放送（HDTV：High Definition Television）に対して従来のテレビ放送の画質は標準テレビジョン放送（SDTV：Standard Definition Television）とも言われ、ここでは主に標準テレビに分類される方式について記述している。

## アナログのカラーテレビ放送方式

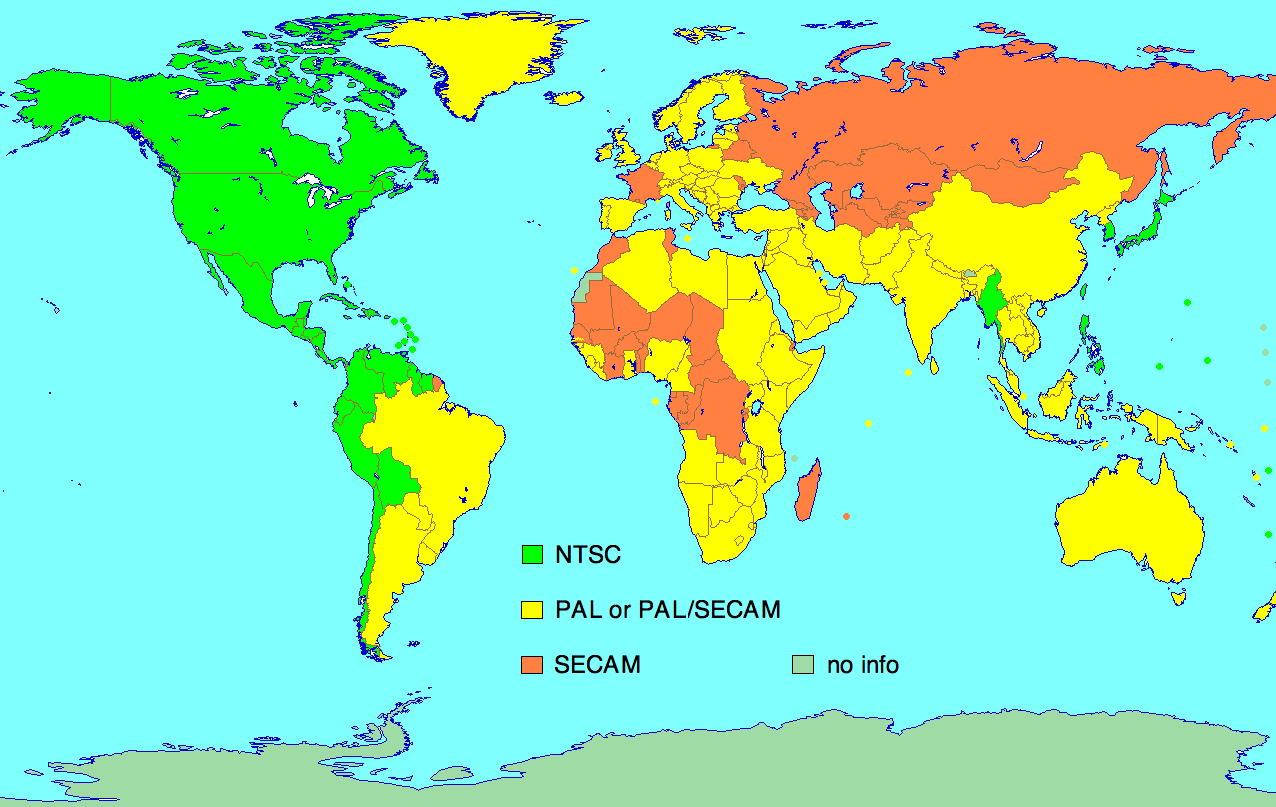
緑■：NTSC
黄■：PAL
橙■：SECAM

アナログのカラーテレビ放送方式には大別してNTSC、PAL、SECAMの3方式がある。
- NTSCでは、1秒あたり約30枚（≒秒間29.97フレーム[注 1]）の映像を525本の走査線に分割して放送する。白黒テレビとの互換性が高い。開発したアメリカを中心に、日本・韓国・台湾。フィリピン・中南米（主にブラジルを除く）などで採用されている。
- PALでは、1秒あたり25枚の映像を625本の走査線に分割して放送する。NTSCと同様に、白黒テレビとの互換性が高いが、機構は複雑である。開発した西ドイツ（当時、現・ドイツ連邦共和国）を中心に、イギリス等の西ヨーロッパ、ASEAN諸国の大部分、中東の大部分、アフリカの一部、ブラジル、オーストラリアなどで採用されている。日本でも、世界向けテレビ国際放送のNHKワールドTVで、NTSC方式と共にPAL方式も併用採用している。
- SECAMは、1秒あたり25枚の映像を625本の走査線に分割して放送する。白黒テレビとの互換性は低いが、機構は単純である。開発したフランスを中心に、ロシア・東ヨーロッパの大部分、旧フランス植民地を中心としたアフリカ諸国、中東の一部などで採用されている。

1秒当たりの画面の更新回数である前述のコマ数は、開発した国家の交流の電源周波数が深く関わっている。